# Gabriel Braga Nunes
Gabriel Braga Nunes (São Paulo, 7 de fevereiro de 1972) é um ator brasileiro. Filho da atriz Regina Braga e do diretor Celso Nunes, ficou conhecido pelo seu trabalho em várias telenovelas da Rede Globo até que, em 2005, foi contratado pela RecordTV para participar da telenovela Essas Mulheres. Na produção, baseada nos livros Senhora, Diva e Lucíola, de José de Alencar, interpretou seu primeiro protagonista, Fernando Seixas, bem como recebeu a sua primeira indicação ao Prêmio Contigo! na categoria "Melhor Ator".
Nos cinco anos em que permaneceu na emissora, participou de cinco telenovelas diferentes, incluindo uma bem-sucedida parceria com o dramaturgo Lauro César Muniz, com quem trabalhou em Cidadão Brasileiro e em Poder Paralelo, ambas baseadas em obras anteriores: A primeira, na telenovela Escalada, também de Muniz, e a segunda, no livro Honra ou Vendetta, de Sílvio Lancellotti. Ambas as produções foram bastante elogiadas pela crítica, e, pela última, onde interpretou Tony Castellamare, foi novamente indicado ao Prêmio Contigo! de melhor ator bem como foi indicada na mesma categoria na edição de 2009 do Prêmio Arte Qualidade Brasil. Em 2010, após o encerramento de Poder Paralelo, retornou à Rede Globo para participar do episódio "A Atormentada da Tijuca" na série As Cariocas. Novamente colheu elogios pela sua interpretação e, no final daquele ano, foi anunciado como o substituto do ator Fábio Assunção na telenovela Insensato Coração.

## Carreira

### Início
Filho da atriz Regina Braga e do diretor Celso Nunes. Formado em Artes Cênicas pela Unicamp. Começou sua carreira no teatro, atuando nas peças  Bilitis,  Calígula e  Taucoauaa Panhé Mondo Pé. Estreou na televisão em 1996, interpretando Mário na telenovela Razão de Viver, do SBT. Depois disso, trabalhou na série Por Amor e Ódio, da RecordTV e em diversas telenovelas da Rede Globo, entre elas, como o dissimulado Olavinho de Anjo Mau, o engajado Augusto de Terra Nostra e  Victor de O Beijo do Vampiro.
Gabriel queria ser guitarrista e teve quatro bandas em São Paulo. Aos 18 anos começou a fazer teatro e a guitarra ficou em segundo plano. "Deveria ter continuado com as aulas de música. Hoje, quando pego a guitarra, já não sai como antes. Também me arrependo de não ter viajado mais". Gabriel se arrepende, mas não faz disso um sofrimento. "Minhas escolhas sempre estiveram associadas à urgência. Fazia o que sentia e acho que as pessoas têm mais é de seguir sua intuição mesmo". Gabriel conta que sempre se apaixonou muito fácil, nunca foi o popular da escola e seus melhores amigos sempre foram as mulheres.

### RecordTV (2005–2010)

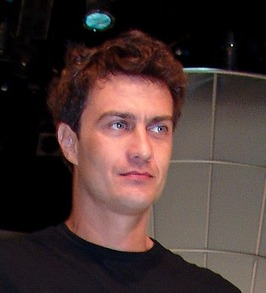
Braga Nunes em 2006

Em 2005, retornou à RecordTV e fez a bem-sucedida exibição da telenovela Essas Mulheres, onde interpretou Fernando Seixas, devido à grande audiência, Braga Nunes estrelou Cidadão Brasileiro como Antônio Maciel no ano seguinte. Em 2007 interpretou o delegado taveira em Caminhos do Coração.  em 2008 continou interpretando taveira em Os Mutantes: Caminhos do Coração só que desta vez como um vampiro Sigismundo. Em 2009, Gabriel Braga Nunes protagonizou a novela Poder Paralelo com o personagem Antonio Castellamare, junto com a atriz Paloma Duarte Após participar de cinco telenovelas em cinco anos, Braga Nunes resolveria tirar "férias" da televisão.

### Retorno à Globo (2010–atualidade)
No final de 2010, entretanto, ao retornar à Globo é convidado para participar da minissérie As Cariocas, no capítulo "A Atormentada da Tijuca", ao lado de Paolla Oliveira.
Em 3 de dezembro de 2010 foi confirmado em Insensato Coração, substituindo Fábio Assunção, que acabou não participando da novela devido problemas com a produção. O inescrupuloso Léo Brandão, que era o grande vilão da trama, rendeu para Gabriel o prêmio de Melhor Ator no Melhores do Ano do Domingão do Faustão. Após o encerramento desta novela, ele fechou contrato de 4 anos com a Rede Globo.
Em 2011, participa da peça Caminhos da Independência, interpretando Dom Pedro I.
Em 2012, protagoniza Amor Eterno Amor na pele do rústico Carlos. No ano seguinte, é escalado para interpretar o misterioso Professor Aristóbulo em Saramandaia.
Em 2014, Braga Nunes vive o vilão Laerte, personagem central na terceira fase da telenovela Em Família. No mesmo ano, é reservado para a nova novela de Gilberto Braga, Babilônia.
Em 22 de março de 2017  Gabriel Braga Nunes  interpretou o vilão Thomas Johnson, personagem  na novela Novo Mundo, se apaixona por Anna (Isabelle Drummond), que ama Joaquim (Chay Suede).

## Vida pessoal
Em 2005 começou a namorar a cantora Danni Carlos, com quem foi casado de 2006 a 2009. Em dezembro de 2009, durante as gravações da telenovela Poder Paralelo, o ator começou a namorar com a colega de elenco Paloma Duarte, de quem de separou em abril de 2011.
Em abril de 2014 casou-se com a assistente de direção Isabel Nascimento, com quem já mantinha um relacionamento de dois anos . Em junho do mesmo ano, nasceu sua primeira filha, chamada Maria.Em janeiro de 2021, nasceu sua segunda filha, chamada Valentina.

## Filmografia

### Televisão
| Ano  | Título                           | Personagem                               | Notas                                 |
| ---- | -------------------------------- | ---------------------------------------- | ------------------------------------- |
| 1996 | Razão de Viver                   | Mário Santos                             |                                       |
| 1997 | Por Amor e Ódio                  | Lucas Diegues / Luciano                  |                                       |
| 1997 | Anjo Mau                         | Olavo Jordão Ferraz (Olavinho)           |                                       |
| 1999 | Terra Nostra                     | Augusto Neves Marcondes                  |                                       |
| 2000 | Uga Uga                          | Otacílio                                 | Episódio: "18 de novembro"            |
| 2001 | Estrela-Guia                     | Guilherme Nunes                          |                                       |
| 2002 | O Quinto dos Infernos            | Felício Pinto Coelho de Mendonça         |                                       |
| 2002 | O Beijo do Vampiro               | Victor Victório                          |                                       |
| 2003 | Kubanacan                        | Vítor                                    | Episódios: 13–17 de setembro"         |
| 2004 | Senhora do Destino               | Dirceu de Castro (jovem)                 | Episódios: "28–30 de junho"           |
| 2004 | Os Aspones                       | Paulo Rodrigues Nunes Filho              | Episódio: "O Mau Dia no Escritório"   |
| 2004 | Sob Nova Direção                 | Olavo                                    | Episódio: "Confusões de Adolescente"  |
| 2005 | Linha Direta Justiça             | Giuseppe Pistone                         | Episódio: "O Crime da Mala"           |
| 2005 | Carandiru, Outras Histórias      | Sérgio (Cobra)                           | Episódio: "Ezequiel, o Azarado"       |
| 2005 | Essas Mulheres                   | Fernando Seixas                          |                                       |
| 2006 | Cidadão Brasileiro               | Antônio Maciel                           |                                       |
| 2007 | Caminhos do Coração              | Delegado Sigismundo Taveira (Taveira)    |                                       |
| 2008 | Os Mutantes: Caminhos do Coração | Delegado Sigismundo Taveira (Taveira)    | Episódios: "3 de junho–9 de setembro" |
| 2009 | Poder Paralelo                   | Antonio Castellamare (Tony)              |                                       |
| 2010 | As Cariocas                      | Gilberto                                 | Episódio: "A Atormentada da Tijuca"   |
| 2011 | Insensato Coração                | Leonardo Brandão (Léo)                   |                                       |
| 2012 | Amor Eterno Amor                 | Rodrigo Borges / Carlos de Souza (Barão) |                                       |
| 2013 | O Canto da Sereia                | Paulo de Jesus (Paulinho)                |                                       |
| 2013 | Saramandaia                      | Professor Aristóbulo Camargo             |                                       |
| 2014 | Em Família                       | Laerte Fernandes                         |                                       |
| 2015 | Babilônia                        | Luís Fernando Vidal                      |                                       |
| 2016 | Liberdade, Liberdade             | Duque de Ega                             | Episódios: "11–26 de julho"           |
| 2017 | Novo Mundo                       | Thomas Johnson                           |                                       |
| 2017 | Cidade Proibida                  | Augusto Mendes                           | Episódio: "Caso Lupi"                 |
| 2019 | Se Eu Fechar os Olhos Agora      | Geraldo Bastos                           |                                       |
| 2020 | Hebe                             | Décio Capuano                            | [ 49 ]                                |
| 2021 | Verdades Secretas II             | Percyval Biancchini (Percy)              |                                       |
| 2024 | Sutura                           | Dr. Augusto Novaes                       |                                       |

### Filmes
| Ano  | Título                                  | Papel              |
| ---- | --------------------------------------- | ------------------ |
| 2000 | Mater Dei                               | Vinícius           |
| 2003 | Carandiru                               | Sérgio (Cobra)     |
| 2004 | A Dona da História                      | Ele mesmo          |
| 2011 | O Homem do Futuro                       | Ricardo            |
| 2011 | País do Desejo                          | César              |
| 2013 | Anita & Garibaldi                       | Giuseppe Garibaldi |
| 2014 | Alemão                                  | Danilo             |
| 2015 | A Floresta que se Move                  | Elias              |
| 2015 | Chatô, o Rei do Brasil                  | Rosemberg          |
| 2023 | Ângela                                  | Doca Street        |
| 2025 | D.P.A. 4 - O Fantástico Reino de Ondion | Rumorum            |

## Teatro
| Ano  | Título                             | Papel          |
| ---- | ---------------------------------- | -------------- |
| 1990 | Bilitis                            |                |
| 1991 | Calígula                           |                |
| 1993 | Taucoauaa Panhé Mondo Pé           |                |
| 1998 | À Margem da Vida                   | Tom Wingfield  |
| 2000 | Esplêndidos                        |                |
| 2001 | Carícias                           |                |
| 2002 | Inutilezas                         | Vários         |
| 2003 | A Morte de um Caixeiro Viajante    | Happy          |
| 2003 | O Fausto                           | Fausto         |
| 2004 | K2                                 | Tales          |
| 2007 | Um Dia, No Verão                   | Otto           |
| 2019 | Paixão de Cristo de Nova Jerusalém | Pôncio Pilatos |
| 2022 | Paixão de Cristo de Nova Jerusalém | Jesus          |

## Prêmios e indicações
| Ano  | Prêmio                                         | Categoria                  | Nomeações         | Resultado | Ref.   |
| ---- | ---------------------------------------------- | -------------------------- | ----------------- | --------- | ------ |
| 1997 | Prêmio Melhores da Revista da TV - O Globo     | Melhor Revelação Masculina | Anjo Mau          | Venceu    |        |
| 2009 | Prêmio Qualidade Brasil                        | Melhor Ator                | Poder Paralelo    | Indicado  | [ 59 ] |
| 2010 | Prêmio Contigo! de TV                          | Melhor Ator de Novela      | Poder Paralelo    | Indicado  | [ 60 ] |
| 2011 | Prêmio Qualidade Brasil                        | Melhor Ator                | Insensato Coração | Indicado  | [ 61 ] |
| 2011 | Melhores do ano - site "MdeMulher" (Ed. Abril) | Melhor Ator                | Insensato Coração | Venceu    | [ 62 ] |
| 2011 | Melhores do ano - site "MdeMulher" (Ed. Abril) | Melhor Vilão (como Léo)    | Insensato Coração | Venceu    | [ 62 ] |
| 2011 | Prêmio Melhores da Revista da TV - O Globo     | Melhor Ator                | Insensato Coração | Venceu    |        |
| 2011 | Prêmio Extra de TV                             | Melhor Ator                | Insensato Coração | Venceu    | [ 16 ] |
| 2011 | Troféu APCA                                    | Melhor Ator                | Insensato Coração | Venceu    | [ 64 ] |
| 2011 | Melhores do Ano                                | Melhor Ator                | Insensato Coração | Venceu    | [ 65 ] |
| 2012 | Troféu Imprensa                                | Melhor Ator                | Insensato Coração | Venceu    | [ 66 ] |
| 2012 | Prêmio Contigo! de TV                          | Melhor Ator de Novela      | Insensato Coração | Venceu    | [ 67 ] |
| 2012 | Prêmio Quem de Televisão                       | Melhor Ator                | Amor Eterno Amor  | Venceu    | [ 68 ] |
| 2014 | Prêmio Fiesp/Sesi de Cinema                    | Melhor Ator                | Anita & Garibaldi | Indicado  | [ 69 ] |